# Liste deutsch-lettischer Städte- und Gemeindepartnerschaften
Dies ist eine unvollständige Liste von Städte- und Gemeindepartnerschaften zwischen Deutschland und Lettland.
| Deutsche Gemeinde    | Bundesland             | Lettische Gemeinde | Lettischer Bezirk  | seit                        |
| -------------------- | ---------------------- | ------------------ | ------------------ | --------------------------- |
| Achim                | Niedersachsen          | Cēsis              | Bezirk Cēsis       | 1993                        |
| Anklam               | Mecklenburg-Vorpommern | Limbaži            | Bezirk Limbaži     | 2005                        |
| Bad Bodenteich       | Niedersachsen          | Ludza              | Bezirk Ludza       | 2004                        |
| Billerbeck           | Nordrhein-Westfalen    | Iecava             | Bezirk Iecava      | 2017                        |
| Bordesholm           | Schleswig-Holstein     | Ķekava             | Bezirk Ķekava      | 1993                        |
| Borgholzhausen       | Nordrhein-Westfalen    | Naukšēni           | Bezirk Valmiera    | 2017                        |
| Bremen               | Bremen                 | Riga               | Riga               | 1985                        |
| Bürgel               | Thüringen              | Vecpiebalga        | Bezirk Vecpiebalga | 2006                        |
| Darmstadt            | Hessen                 | Liepāja            | Bezirk Liepāja     | 1993                        |
| Eppstein             | Hessen                 | Aizkraukle         | Bezirk Aizkraukle  | 1998                        |
| Finsterwalde         | Brandenburg            | Salaspils          | Bezirk Salasoils   | 2002                        |
| Geesthacht           | Schleswig-Holstein     | Kuldīga            | Bezirk Kuldīga     | 2003                        |
| Kreis Gütersloh      | Nordrhein-Westfalen    | Valmiera           | Bezirk Valmiera    | 1994                        |
| Halle                | Nordrhein-Westfalen    | Valmiera           | Bezirk Valmiera    | 2011                        |
| Handewitt            | Schleswig-Holstein     | Salacgrīva         | Bezirk Salacgrīva  | 2004                        |
| Harsewinkel          | Nordrhein-Westfalen    | Mazsalaca          | Bezirk Mazsalaca   | 2017                        |
| Kölln-Reisiek        | Schleswig-Holstein     | Ērgļi              | Bezirk Ērgļi       | 2002                        |
| Krummhörn            | Niedersachsen          | Viļāni             | Bezirk Viļāni\|    | 2004                        |
| Liederbach am Taunus | Hessen                 | Saldus             | Bezirk Saldus      | 2003                        |
| Melle                | Niedersachsen          | Jēkabpils          | Jēkabpils          | 1998 Städtefreundschaft     |
| Menden (Sauerland)   | Nordrhein-Westfalen    | Plungė             | Bezirk Telšiai     | 1992                        |
| Parchim              | Mecklenburg-Vorpommern | Rubene             | Bezirk Jēkabpils   | 2004                        |
| Rostock              | Mecklenburg-Vorpommern | Riga               | Riga               | 1961                        |
| Sayda                | Sachsen                | Strenči            | Bezirk Strenči     | 2005                        |
| Scheeßel             | Niedersachsen          | Tukums             | Bezirk Tukums      | 1992 (Freundschaftsvertrag) |
| Schmölln             | Thüringen              | Dobele             | Bezirk Dobele      | 1993                        |
| Steinhagen           | Nordrhein-Westfalen    | Rūjiena            | Bezirk Valmiera    | 2022                        |
| Stralsund            | Mecklenburg-Vorpommern | Ventspils          | Ventspils          | 1987                        |
| Stuhr                | Niedersachsen          | Sigulda            | Bezirk Sigulda     | 1989                        |
| Weyhe                | Niedersachsen          | Bezirk Madona      | Bezirk Madona      | 1990                        |
| Willich              | Nordrhein-Westfalen    | Smiltene           | Bezirk Smiltene    | 2018                        |
| Wittingen            | Niedersachsen          | Koknese            | Bezirk Koknese     | 1996                        |